# 上を向いて歩いてゆこう/日本人は胃腸が弱い
『上を向いて歩いてゆこう/日本人は胃腸が弱い』（うえをむいてあるいてゆこう/にっぽんじんはいちょうがよわい）は、ネプチューンの3枚目のシングル。2000年6月21日発売。

## 概要
- 前作から約1年3ヶ月ぶりのシングルで、初のマキシシングルでのリリースとなった。
- ゆずと寺岡呼人によるユニット・The Little Monsters Familyがプロデュースを務めている。

## 収録曲
1. 上を向いて歩いてゆこう
  - 作詞・作曲：北川悠仁／編曲：寺岡呼人

フジテレビ系「力の限りゴーゴゴー!!」エンディング・テーマ。ゆずによるセルフカバー音源はある様でラジオでオンエアーされたが、CD化はしていない。
2. 日本人は胃腸が弱い
  - 作詞：ふんどし一家／作曲・編曲：寺岡呼人

作詞のふんどし一家とはネプチューンの三人とゆずの二人と寺岡呼人による共同名義である。
3. 上を向いて歩いてゆこう（Instrumental）
4. 日本人は胃腸が弱い（Instrumental）